# 瓦莱里娅·佐尔泽托
瓦莱里娅·佐尔泽托（義大利語：Valeria Zorzetto，1969年4月21日—），意大利女子乒乓球运动员。她曾代表意大利参加2004年、2008年和2012年夏季残疾人奥林匹克运动会乒乓球比赛，其中2004年夏季残奥会获得一枚银牌。